# تیم‌های فوتبال ذخیره آلمان
تیم‌های فوتبال ذخیره آلمان در تمام سطوح فوتبال لیگ در سیستم لیگ فوتبال آلمان به جز دو دسته برتر، بوندس‌لیگا و بوندس‌لیگای ۲، رقابت می‌کنند. بالاترین لیگی که این تیم‌ها در حال حاضر می‌توانند وارد آن شوند، لیگ ۳ است که در سطح سوم سیستم لیگ قرار دارد.
تا سال ۲۰۰۵، تیم‌های ذخیره طرف‌های حرفه‌ای، عنوان آماتور را پشت نام باشگاه داشتند تا بین تیم حرفه‌ای و ذخیره یک باشگاه تمایز قائل شوند، در حالی که سایر تیم‌های ذخیره ، عدد رومی II را به عنوان تمایز پشت نام باشگاه داشتند. از سال ۲۰۰۵، همه تیم‌های ذخیره، صرف نظر از وضعیت تیم اصلی، عدد رومی را دارند. هر تیم ذخیره اضافی، عدد رومی زیر را پشت نام باشگاه دارد.
از سال ۱۹۷۴ تا ۲۰۰۸، تیم‌های ذخیره اجازه داشتند در جام حذفی فوتبال آلمان ، برترین رقابت جام حذفی آلمان، رقابت کنند. مسلماً بزرگترین موفقیت هر تیم ذخیره، دستاورد هرتابرلین II بوده است که در فصل ۱۹۹۲-۱۹۹۳ به فینال جام حذفی آلمان رسید. از دیگر دستاوردهای تیم‌های ذخیره، یازده عنوان قهرمانی در مسابقات قهرمانی فوتبال آماتور آلمان که اکنون منحل شده است، بوده است.